# Маисский сельсовет
Маисский сельсовет — муниципальное образование со статусом сельского поселения в Никольском районе Пензенской области Российской Федерации.
Административный центр — село Маис.

## История
Статус и границы сельского поселения установлены Законом Пензенской области от 2 ноября 2004 года № 690-ЗПО «О границах муниципальных образований Пензенской области».

## Население
| 2002  | 2010  | 2012  | 2013  | 2014  | 2015  | 2016  |
| ----- | ----- | ----- | ----- | ----- | ----- | ----- |
| 1564  | ↘1320 | ↘1277 | ↘1256 | ↘1187 | ↘1160 | ↘1121 |
| 2017  | 2018  | 2021  |       |       |       |       |
| ↘1109 | ↘1084 | ↘908  |       |       |       |       |

## Состав сельского поселения
| № | Населённый пункт | Тип населённого пункта       | Население |
| - | ---------------- | ---------------------------- | --------- |
| 1 | Кенчурка         | село                         | ↘8        |
| 2 | Кочетовка        | деревня                      | 43        |
| 3 | Маис             | село, административный центр | ↘957      |
| 4 | Павловка         | село                         | ↘228      |
| 5 | Покровка         | деревня                      | 82        |
| 6 | Родники          | посёлок                      | 2         |